# Canon de 138 mm modèle 1888-91
Pour les articles homonymes, voir Canon de 138 mm.
Le canon de 138 mm modèle 1888-91 désigne un canon naval construit à la fin du XIXe siècle pour la Marine française. Il équipe quatre des cinq cuirassés de la « flotte d'échantillons ».

## Utilisation
Le canon de 138 mm modèle 1888-91 est utilisé comme artillerie secondaire sur quatre des cinq cuirassés de la « flotte d'échantillons » : les Jauréguiberry, Carnot, Charles Martel et Masséna.